# Bernardini (häst)
Bernardini, född 23 mars 2003, död 30 juli 2021, var ett engelskt fullblod, mest känd för att ha segrat i Preakness Stakes (2006) och Travers Stakes (2006).

## Bakgrund
Bernardini var en brun hingst efter A.P. Indy och under Cara Rafaela (efter Quiet American som var far till Real Quiet som var nära att vinna 1998 års Triple Crown). Bernardini tränades av Thomas Albertrani. Han ägdes av Sheikh Mohammed bin Rashid al Maktoum.

## Karriär
Bernardini tävlade endast som treåring 2006. Under tävlingskarriären sprang han in totalt in 3 060 480 dollar på 8 starter, varav 6 segrar och 1 andraplats. Han tog karriärens största segrar i Preakness Stakes (2006) och Travers Stakes (2006). Han segrade även i Jockey Club Gold Cup (2006), Withers Stakes (2006) och Jim Dandy Stakes (2006).
Då han segrade i Preakness Stakes, gjorde han det med 51⁄4 längd på tiden 1:54,65, i samma löp där Kentucky Derby-vinnaren Barbaro drabbades av en bakbensfraktur som till slut ledde till dennes död.

### Som avelshingst
Under sin karriär som avelshingst blev Bernardini far till 16 individuella vinnare av grupp 1-löp. 2011 betäckte han bland annat mästarstoet Zenyatta, som efter två betäckningar blev dräktig. Den 8 mars 2012 föddes hennes första föl, den bruna hingsten Cozmic One.
Bernardini avlivades på Jonabell Farm i Kentucky den 30 juli 2021 på grund av komplikationer från laminit.